# Besos (película de 1957)
Besos (くちづけ Kuchizuke?) es una película dramática japonesa de 1957 dirigida por Yasuzo Masumura, basada en una novela de Matsutarō Kawaguchi y protagonizada por Hiroshi Kawaguchi y Hitomi Nozoe.  Está película fue el debut de Masumura como director y se considera un precursor del movimiento conocido como la nueva ola japonesa.

## Sinopsis
Kinichi y Akiko se conocen en una prisión de Tokio, donde sus respectivos padres están detenidos. Los jóvenes pronto se llevan bien, primero van a almorzar, luego deciden gastar todo el dinero que ganan y pasan todo el día juntos, haciendo un viaje en moto hasta un balneario, donde nadan, patinan en una pista, van a cenar y luego a bailar.
Al día siguiente, Akiko, buscando dinero para la liberación de su padre de prisión y para la manutención de su madre enferma en un sanatorio, lo pide y lo recibe de Osawa, uno de sus pretendientes. Kinichi obtiene con dificultad de su madre, que había abandonado a la familia unos años antes, un cheque para pagar la fianza de su padre, pero el abogado le informa que no se le concederá la libertad. Luego busca a Akiko y la encuentra, por la noche, en su apartamento a punto de ser violada por Osawa. Después de una pelea entre los dos jóvenes, Osawa se va con el dinero y Kinichi le ofrece el cheque que le dio su madre.
Akiko no sabe si aceptar el cheque y Kinichi, como para convencerla, la besa bruscamente. Akiko, lo abofetea y rompe a llorar: ¿por qué, se pregunta, es tan difícil decir "te amo"? La declaración de amor de Kinichi sigue rápidamente, y más besos, esta vez bienvenidos. Al día siguiente, Kinichi y su madre esperan a Akiko y su padre cuando salen de prisión.

## Elenco
- Hiroshi Kawaguchi como Kinichi Miyamoto
- Hitomi Nozoe como Akiko Shirakawa
- Eitarō Ozawa como Daikichi Miyamoto, el padre de Kinichi
- Sachiko Murase como Kiyoko Shirakawa, la madre de Akiko
- Aiko Mimasu como Yoshiko Uno, la madre de Kinichi
- Ken Wakamatsu como Osawa
- Kanshō Yoshii como el padre de Osawa

## Estreno y recepción
Besos se estrenó en Japón el 21 de julio de 1957. Se mostró por primera vez en Nueva York como parte de una retrospectiva sobre Masumura el 18 de abril de 1997.  En años más recientes, se ha exhibido en filmotecas como el Museo de Arte de Berkeley y el Archivo de Cine del Pacífico (BAMPFA) en 1997, la Cinemateca Francesa en 2007 y el Museo de Cine de Austria en 2008.
Después del estreno inicial de la película, el crítico (y futuro director) Nagisa Ōshima, la elogió por su cámara móvil y su trama amoral, señaló que «una poderosa fuerza irresistible ha llegado al cine japonés».

## Premios
La película fue nominada al premio Kinema Junpo en la categoría de mejor película en 1957, pero quedó en el vigésimo puesto.